# محوطه شماره ۱۴ حوزه رودخانه بمپور
محوطه شماره ۱۴ حوزه رودخانه بمپور مربوط به هزاره سوم قبل از میلاد است و در شهرستان بمپور، بخش مرکزی ، دهستان بمپور غربی، ۱۵کیلومتری غرب روستای سیدآباد واقع شده و این اثر در تاریخ ۲۲ آبان ۱۳۸۶ با شمارهٔ ثبت ۱۹۹۷۲ به‌عنوان یکی از آثار ملی ایران به ثبت رسیده است.